# IC 2833
IC 2833 је појединачна звијезда у сазвјежђу Лав која се налази на листи објеката дубоког неба у Индекс каталогу.
Деклинација објекта је + 13° 36' 10" а ректасцензија 11h 27m 26,1s.